# الداخلة (المجمعة)
الداخلة، هي قرية من فئة (ب) تقع في محافظة المجمعة، والتابعة لمنطقة الرياض في السعودية. وتبعد الداخلة عن محافظة المجمعة بمسافة تقارب () كم.